# Paria (rivière)
Pour les articles homonymes, voir Paria.
La rivière Paria est une rivière de l'Utah et de l'Arizona aux États-Unis, affluent du fleuve Colorado et dont le cours emprunte d'étroits canyons au cœur d'une zone désertique.

## Parcours

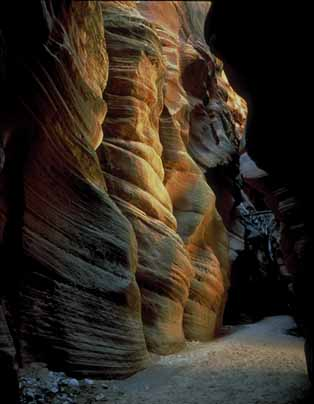
Au cœur du canyon de la rivière Paria.

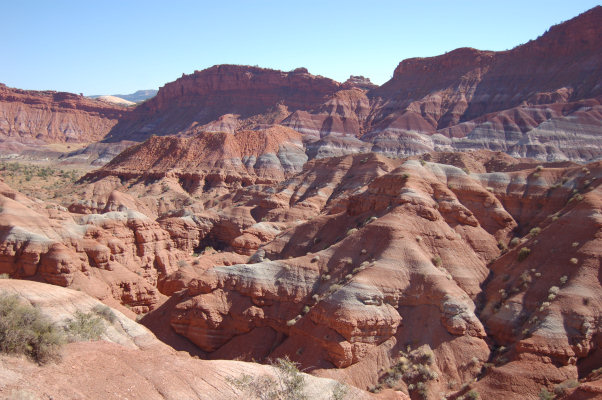
Une portion du canyon de la rivière Paria.

La rivière débute au sud de l'Utah, au sud-ouest du comté de Garfield, à partir de plusieurs torrents descendant du Paunsaugunt Plateau qui se rencontrent juste au nord de Tropic, Utah. La rivière prend une direction SSE à travers le comté de Kane et le Grand Staircase-Escalante National Monument. Le long de la frontière avec l'Arizona, la rivière descend les Vermilion Cliffs pour rentrer dans le canyon de la rivière Paria long de quelque 60 kilomètres. Après environ 32 kilomètres dans ce canyon, la rivière se jette dans le fleuve Colorado à 8 kilomètres au sud-ouest de Page, Arizona. C'est le lieu où John Wesley Powell, encore accompagné de la majorité des membres épuisés de sa première expédition, campa durant la nuit du 4 août 1869. Pour préparer sa descente du Colorado, Powell avait lu le récit laconique du père Silvestre Vélez de Escalante qui, en 1776, tenta la traversée de Santa Fé jusqu'à Monterey. Le religieux établit lui aussi son campement à l'embouchure de la Paria, espérant trouver une route plus directe pour rejoindre Santa Fé.
Sur le plateau de Paria, la Highqway 89A suit en partie la même piste que celle des explorateurs franciscains au XVIIIe siècle et des mormons qui de rendaient à Saint George pour s'y marier. D'où le surnom de Honey-moon Trail (piste de lune de miel).

## Histoire
La canyon de la rivière Paria héberge des pétroglyphes amérindiens datant de la Préhistoire.
Le plateau de Paria et son ourlet de falaises ont été classés National Monument par décision du président Bill Clinton en 2000. Il s'agissait avant tout de reconnaître les témoins précieux de divers processus d'érosion : des paysages formés par le temps ou par le vent ou la gravité ou l'eau, mais surtout par le sable. Chaque grain provient du sable préhistorique - le grès de Navajo, qui forme le plateau et les falaises, vestige d'un immense erg, une mer de dunes balayée par les vents et qui, pendant des millions d'années, a recouvert le plateau du Colorado.
De nombreux films ont été tournés dans le canyon de la rivière Paria comme Josey Wales hors-la-loi (1976).

## Tourisme
Le canyon de la rivière Paria est un lieu touristique très prisé, en particulier pour le canyonisme.